# Lichaden

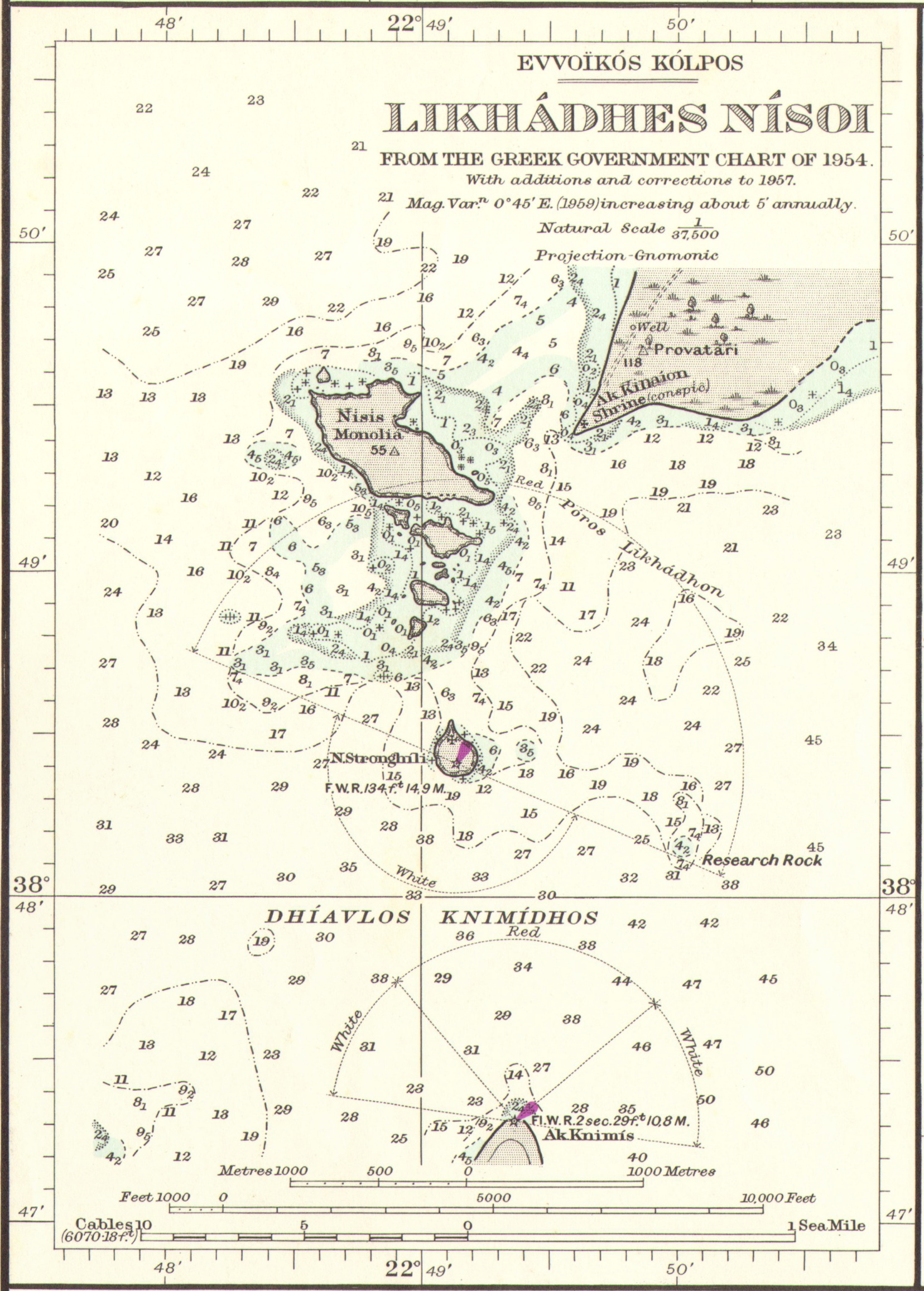
Karte der Lichaden

Die Lichaden (griechisch Λιχάδες Lichades (f. pl.)), Lichadonisia (griechisch Λιχαδονήσια Lichadonisia) oder Lichadische Inseln (griechisch Νησίδες Λιχάδες Nisides Lichades) sind die kleinste griechische Inselgruppe im Ägäischen Meer. Sie besteht aus sieben Inseln und mehreren kleineren Felsen. Sie werden auch als die Seychellen Griechenlands bezeichnet. Sie sollen nach Lichas, dem Diener des Herakles benannt sein. Verwaltungstechnisch gehören die heute unbewohnten Lichaden zu der Gemeinde Istiea-Edipsos.

## Mythologie
Als Herakles an den Fluss Euenos kam, bot ihm der Kentaur Nessos an, seine frisch vermählte Frau Deïaneira wohlbehalten hinüber zu tragen. Als Herakles merkte, dass er seine Frau entführen wollte, erschoss er den Kentaur mit einem Pfeil, der mit dem Gift der lernäischen Hydra vergiftet war. Der Sterbende fing sein Blut mit einem Tuch auf und gab es Deïaneira. Das Blut führe angeblich dazu, dass derjenige, der damit in Berührung käme, genauso in Liebe zu Deïaneira entbrennt, wie Nessos es tat. Nachdem Herakles die Stadt Oichalia im Sperchiostal zerstört hatte, begab er sich zum Kap Kenaion (griechisch Κήναιον), dem heutigen Kap Lithada, um dort am Zeus-Altar zu opfern. Deïaneira hatte inzwischen die Nachricht erhalten, Herakles werde angeblich um Iole werben. Sie tränkte daraufhin ein Unterkleid mit dem Blut des Nessos, um die Liebe zu ihr neu zu entfachen und sandte den Lichas zu Herakles, um es zu überbringen. Herakles trug das blutdurchtränkte Unterkleid beim Opfer. Plötzlich entzündete es sich, und ihn durchfuhren schlimme Schmerzen, denn das Hemd enthielt noch Gift der Hydra. Als könne er den Schmerzen so entfliehen, zog er weiter bis auf den Oita. Er versuchte das Unterkleid auszuziehen, es war jedoch mit der Haut und dem darunterliegenden Fleisch verbunden. Beim Versuch den Stoff zu entfernen, riss er sich das Fleisch von den Knochen. Als er auf dem Oita Lichas sah, schrieb er diesem die Schuld zu, packte ihn am Knöchel und schleuderte ihn durch die Luft. Lichas verwandelte sich in Felsgestein, schlug vor dem Kap im Meer auf und bildete nun einen kleinen Fels, der nur wenig aus dem Meer heraus ragte und den Fischer nicht zu betreten wagten. Herakles selbst wählte den Tod auf dem Scheiterhaufen, um den Schmerzen zu entrinnen, so erzählt Ovid die Geschichte in den Metamorphosen.
Nach Hyginus Mythographus sprang Herakles ins Wasser, um die Flammen zu löschen und riss sich dann Fleischstücke heraus beim Versuch der Entfernung des Stoffs, der weiterhin brannte. Vermutlich sollten die Fleischstücke die Entstehung der kleinen Felsinseln versinnbildlichen. In der Bibliotheke des Apollodor schleudert Herakles den Lichas vom Kap Kenaion, bevor er mit dem Schiff nach Trachis fährt. Bei Sophokles schlägt Lichas mit dem Kopf auf einen Felsen im Meer und stirbt.

## Geschichte
Die Lichaden liegen über einer Magmakammer in 7 bis 8 km Tiefe und entstanden vor etwa 0,5 Millionen Jahre aus einem Trachyandesit-Lavafluss. Sie waren Teil der Landbrücke zwischen dem Kap Lithada auf Euböa und dem Kap Knemis auf dem südlichen Festland und schloss den nördlichen Golf von Euböa nach Norden abschloss, der zu dieser Zeit noch ein Binnensee war. Während des Holozäns stieg der Meeresspiegel an, überflutete die Landbrücke in ihrem südlichen Teil und flutete den Binnensee. Die Lichaden waren zunächst weiter mit dem Kap Lithada verbunden. Durch Erdbeben und weiteren Anstieg des Meeresspiegels wurden sie von Euböa getrennt und in immer mehr Inseln aufgespalten. Demetrios von Kallatis, der alle antiken Erdbeben aufzählte, berichtete, dass bei dem Erdbeben im Jahre 426 v. Chr. der größte Teil der Lichaden und des gegenüberliegenden Kap Kenaion im Meer versank. Zwischen 360 und 210 v. Chr. kam es zu einem weiteren starken Erdbeben, bei dem es zu einer Anhebung von bis zu 1,40 m kam. Hierbei kam es vermutlich zu einem weiteren Landverlust der Inseln.
Die früheste Besiedlung der Inseln ist für die römische Zeit belegt. Zu dieser Zeit wurde ein etwa 200 m langes Aquädukt gebaut, dass Wasser von der Ostseite der Insel Strongyli nach Norden zu der Stelle, an der heute die Agios-Nikolaos-Kirche, steht leitete. Hier gründete im 11. Jahrhundert der heilige Gregorios der Myrrhe-Verströmer (griechisch Όσιος Γρηγόριος ο Μυροβλήτης) ein Kloster. Am 28. Dezember 1836 wurden die Inseln der griechischen Gemeinde Lichadeia auf Euböa zugeordnet. Von 1840 bis 1912 gehörte es zur Gemeinde Edipsos und danach zur Kinotita Lichados. Ab 16. Oktober 1940 wurden nur noch die bewohnten Inseln Monolia und Strongyli aufgeführt.
| Jahr | Monolia | Strongyli | Insgesamt |
| ---- | ------- | --------- | --------- |
| 1920 | 26      | -         | 26        |
| 1928 | 70      | -         | 70        |
| 1940 | 34      | 3         | 37        |
| 1951 | 47      | 6         | 53        |
| 1961 | 20      | 5         | 25        |
| 1971 | 2       | -         | 2         |
| 1981 | -       | 5         | 5         |
| 1991 | -       | -         | -         |

1870 wurde auf der Insel Strongyli der Leuchtturm errichtet, der bis etwa 1990 ständig von Leuchtturmwärtern bewohnt wurde. Während des Zweiten Weltkriegs wurde am 9. Juli 1944 das deutsche Betonschiff Pionier I von griechischen Freiheitskämpfern 500 m westlich der Lichaden versenkt. Da es in nur 10 m Tiefe liegt kann es bei ruhiger See von der Wasseroberfläche aus betrachtet werden. Heute werden auch Tauchfahrten zu dem 38,50 m langen Wrack angeboten. Seit 1994 werden die Strände auf Monolia und Kokkinonisi touristisch genutzt. In den Sommer Monaten verkehren Ausflugsboote von Kavos auf Euböa und Kamena Vourla auf dem gegenüber liegenden Festland zu den Lichaden. Am 3. Juli 2016 strandete das 82 m lange Frachtschiff Anastasia auf Strongyli. Glücklicherweise wurde der Rumpf des Schiffs nicht beschädigt und so blieb die Inselgruppe von einer Katastrophe verschont.

## Beschreibung
Nach Strabon bestand die Lichaden aus nur drei Inseln. Plinius der Ältere nennt die Namen von drei Inseln Scarphia, Coresa und Phocaria, es soll aber noch mehr geben.
Die Inseln liegen im Kanal von Knemis (griechisch Δίαυλος Κνημίδος) zwischen dem Nordeuböischen Golf und dem Golf von Malia. Im Norden liegt mit Monolia die größte Insel. Nördlich davon liegt die kleine Insel Vorias. Südlich davon liegt die zerklüftete zweitgrößte Insel Kokkinonissi. Sie verfügt wie Monolia über einen Sandstrand, der im Sommer von Ausflugsbooten angefahren wird. Strongyli, die südlichste und drittgrößte Insel liegt etwa 2,5 km südlich von Monolia. Während die meisten Inseln nur knapp 1 m über dem Meeresspiegel liegen hat sie eine höchste Erhebung von 31 m. Südlich von Kokkinonissi liegen die Inseln Steno, Vagia und Mikri Strongyli, die wegen der niedrigen Wassertiefe größtenteils untereinander zu Fuß zu erreichen sind. Die kleinsten Inseln werden als Pontikonisia (griechisch Ποντικόνισια = Mäuseinseln) bezeichnet. Monolia ist nur etwa 560 m von Kap Lithada und Strongyli etwa 2 km von Kap Knemis entfernt.

### Die einzelnen Inseln
| Name                                                                             | griechischer Name                                       | Lage                         | Fläche      | Höhe |
| -------------------------------------------------------------------------------- | ------------------------------------------------------- | ---------------------------- | ----------- | ---- |
| Monolia                                                                          | Μονολιά (f. sg.)                                        | 38° 49′ 29″ N, 22° 48′ 58″ O | 0,345 km²   | 13 m |
| Strongyli (Runde) oder Megali Strongyli (große Runde)                            | Στρογγυλή (f. sg.) oder Μεγάλη Στρογγυλή (f. sg.)       | 38° 48′ 30″ N, 22° 49′ 16″ O | 0,071 km²   | 31 m |
| Kokkinonisi (rote Insel) oder Limani (Hafen)                                     | Κοκκινόνηση (f. sg.) oder Λιμάνι (n. sg.)               | 38° 49′ 11″ N, 22° 49′ 13″ O | 0,082 km²   | 2 m  |
| Steno (Gasse)                                                                    | Στενό (n. sg.)                                          | 38° 49′ 5″ N, 22° 49′ 12″ O  | 0.005 km²   | 1 m  |
| Vagia (Lorbeerbaum, Palme)                                                       | Βαγιά (m. sg.)                                          | 38° 49′ 0″ N, 22° 49′ 10″ O  | 0,015 km²   | 1 m  |
| Vorias (Norden)                                                                  | Βορηάς (m. sg.)                                         | 38° 49′ 41″ N, 22° 48′ 46″ O | 0,00034 km² | 1 m  |
| Mikri Strongili (kleine Runde) oder Mikro Lichadonisi (kleine lichadische Insel) | Μικρή Στρογγυλή (f. sg.) oder Μικρό Λιχαδονήση (n. sg.) | 38° 48′ 56″ N, 22° 49′ 5″ O  | 0,001 km²   | 1 m  |

## Ökologie
Da im Umfeld der Inseln Mittelmeer-Mönchsrobben leben, wurden die Lichaden mit der Nummer GR2420013 ins Netz der Schutzgebiete von Natura 2000 aufgenommen. Das Schutzgebiet hat eine Fläche von 3,99 km² mit einer Meeresfläche von 3,47 km² (87 %).
Auf Monolia, das in der Vergangenheit landwirtschaftlich genutzt wurde, gibt es einen Olivenhain (Olea europaea). Die steilen Hänge von Strongyli sind üppig bewachsen. Auf allen anderen Inseln findet man salzliebende Pflanzen: Halophyten wie Queller (Salicornia), Soden wie Strauchige Sode (Suaeda vera) und den Mastixstrauch (Pistacia lentiscus).
In einer Studie wurde die Artenvielfalt von Schnecken auf den Inseln Monolia, Kokkinonisi und Strongyli untersucht. Trotz des kalziumarmen Vulkangesteins fand man auf den Inseln Kokkinonisi und Strongyli eine vergleichbare Artenvielfalt wie auf anderen Ägäis-Inseln. Dies führte man auf die Nähe zum Festland und dem benachbarten Euböa zurück. Auf Monolia fand man jedoch weniger Arten als auf dem viel kleineren Kokkinonisi und auch wesentlich weniger als erwartet. Diese Diskrepanz führt man auf die langjährige Anwesenheit von Menschen auf Monolia zurück.
| Insel       | Erwartete Arten | Gefundene Arten |
| ----------- | --------------- | --------------- |
| Monolia     | 16,13           | 9               |
| Kokkinonisi | 10,70           | 10              |
| Strongyli   | 10,39           | 11              |

Bei einer Herpetologischen Untersuchung zählte man die Reptilien auf den Inseln. Hierbei fand man auf Kokkinonisi innerhalb einer Stunde 11 und auf Steno 9 Ägäische Nacktfinger. Auf Strongyli fand man in 90 min nur zwei Exemplare und auf der größten Inseln Monolia nur 3 innerhalb 2 h. Außerdem leben die Geckos auf Monolia hauptsächlich auf den Olivenbäumen. Dies ist ungewöhnlich, denn auf den ägäischen Inseln leben sie für gewöhnlich auf und unter Felsen. Auf dem Festland bevorzugen sie Bäume. Dass man auf Monolia nur wenige Exemplare fand, wird damit erklärt, dass man hier auch zwei Balkan-Zornnatter (Hierophis gemonensis) registrierte, die Echsen als Nahrung bevorzugen. Mit Ratten und Katzen leben auch noch andere Fressfeinde der Geckos auf der Insel. Die Ägäischen Nacktfinger könnten sich zum Schutz vor ihren Feinden auf den Bäumen angesiedelt haben.